# Esporte da Argentina
O esporte argentino se apresenta em diferentes modalidades, tendo destaque mundial principalmente no futebol (Football Association), rúgbi (Rugby Union)basquete, tênis, pádel, hóquei em campo, vôlei, boxe, automobilismo, golfe e polo. O "Jogo do Pato" é o esporte nacional, declarado assim oficialmente em 1953 por razões de raízes e tradição.

## Futebol

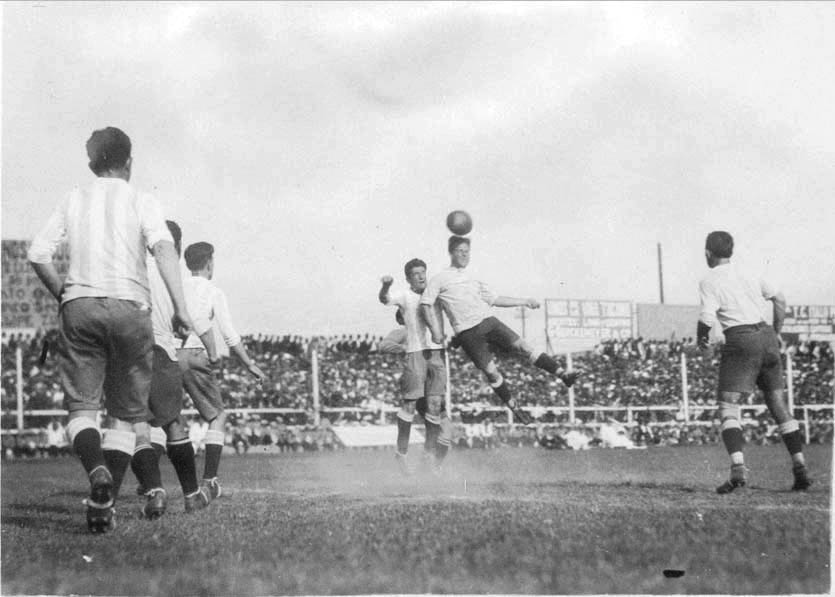
Partida entre as seleções Argentina e Uruguaia, ocorrida no Estádio Nacional de Lima, Peru. A partida acabou com o placar de 3x2 para a seleção Argentina.

O futebol é um dos esportes que possuem maior predominância. A Seleção Argentina de Futebol ganhou 3 Copas do Mundo, 2 Medalhas de Ouro nos Jogos Olímpicos, 16 Copas América, 1 Copa das Confederações FIFA e 6 Campeonatos Mundiais Sub-20. Os clubes Argentinos ganharam a Copa Libertadores da América em 25 ocasiões.
Sendo aproximada um milhão de atletas federados, dos mais de 800 jogadores que atuam fora da argentina, atualmente, Lionel Messi se destaca, sendo premiado como melhor jogador do mundo por duas ocasiões. A lista de futebolistas notórios é extensa e conta com atletas de relevância histórica e atual na qual podemos citar Diego Maradona, Juan Román Riquelme, Gabriel Batistuta, Carlos Tévez, Ángel Di María, dentre outros.

## Râguebi
O râguebi argentino continua sendo predominantemente amador. Apesar disso, existem muitos jogadores profissionais. Los Pumas (como é conhecida a Seleção Nacional) sempre complica as partidas contra as potências mundiais (e a Argentina é vista como um selecionado de elite, segundo a IRB). Os jogadores mais conhecidos são Hugo Porta (que jogou durante os anos 70), Agustín Pichot, Marcelo Loffreda, Felipe Contepomi, Rodrigo Roncero, Mario Ledesma, Ignacio Corleto, Juan Martín Hernández e Juan Martín Fernández Lobbe. Los Pumas conquistaram o terceiro lugar na Copa do Mundo de Rugby de 2007 (disputado na França, derrotando duas vezes a forte seleção local na fase de grupos e na disputa do terceiro posto) e quarto lugar na Copa do Mundo de Rugby de 2015. Atualmente a  Argentina disputa o torneio das Três Nações  (que foi rebatizado como The Rugby Championship) junto das conhecidas seleções da África do Sul, Austrália e Nova Zelândia, além de também disputar a Liga Profissional Super. O Selecionado Argentino é a maior potência do Rúgbi nas Américas, e tido como de grande supremacia no âmbito sul-americano.

## Basquetebol

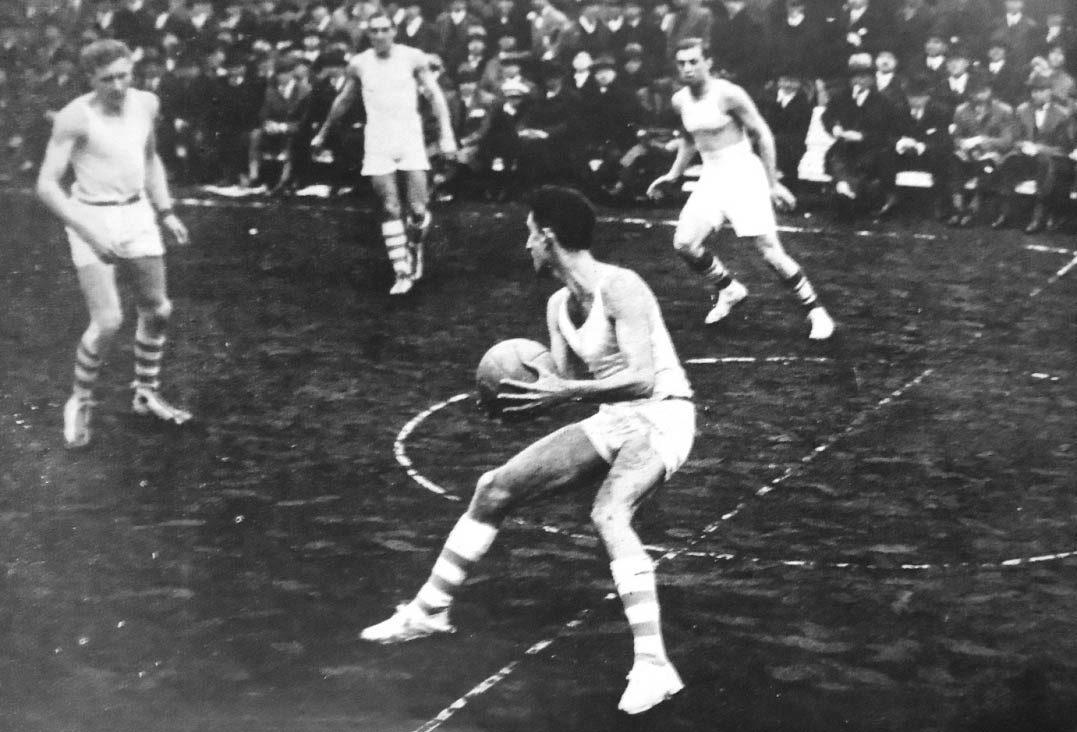
Argentina vs Uruguai no basquete masculino em 1925.

Jogado desde 1912, O basquetebol é um esporte popular no país.  A Seleção Nacional conquistou o Ouro nas Olimpíadas de Atenas em 2004 e Bronze nas Olimpíadas de Pequim em 2008.  Além disso, a Seleção Nacional Argentina foi Campeão Mundial em 1950, conquistou a Medalha de Prata no 2002 e 2019 e terminou em quarto lugar na 2006. O principal astro da seleção é Emanuel Ginóbili.

## Tênis
A Argentina pode ser considerada o país latino-americano com mais tradição no tênis. O país constantemente tem vários tenistas no Top 100 da ATP, sendo conhecido por ser um constante formador de atletas fortes e competitivos neste esporte.
Desde a década de 1970 com Guillermo Vilas e depois com Gabriela Sabatini na década de 1980, que o tênis é popular entre pessoas de todas as idades. Historicamente, também se destacam David Nalbandian, Gastón Gaudio, Juan Martín del Potro e Diego Schwartzman, no masculino e Paola Suárez e Gisela Dulko, no feminino. A Argentina ganhou em quatro oportunidades a Copa do Mundo de Tênis (1980, 2002, 2007, 2010) e cinco Medalhas Olímpicas (duas de Prata e três de Bronze). Na Copa Davis ganhou o torneio uma vez (2016) e disputou a final em quatro ocasiões (1981, 2006, 2008, 2011).

## Natação
A Argentina era o país mais forte da América Latina na natação até os anos 50 e 60, quando Luis Nicolao chegou a ser recordista mundial dos 100m borboleta. Posteriormente o Brasil tomou este posto, mas o país, de vez em quando, consegue produzir atletas relevantes neste esporte, como José Meolans e Georgina Bardach.

## Pádel
Apesar de o pádel não ser conhecido por muitas pessoas, é o esporte mais praticado no país. Cerca de 4.5 milhões de argentinos praticam o esporte de forma recreativa ou profissional. Atualmente, Argentina é uma potência mundial neste esporte com 17 títulos mundiais.

## Cestoball
Jogo similar ao neerlandês Korfball e ao norte-americano betball, o cestoball foi criado em 1903, pelo professor de educação física Enrique Romero Bres. O esporte é amplamente praticado no âmbito escolar assim como acontece no caso no jogo de queimada do brasil e na Lacrosse dos Estados Unidos da América.

## Hóquei sobre a grama
No hóquei sobre a grama (ou hóquei de campo), Las Leonas (Seleção Feminina da Argentina) conquistaram a Copa do Mundo de Hóquei em 2002 e 2010. Nos Jogos Olímpicos, Las Leonas conquistaram a Medalha de Prata nas Olimpíadas de Sydney 2000 e Londres 2012, e a Medalha de Bronze em duas outras ocasiões (Atenas 2004 e Pequim 2008). Luciana Aymar, foi considerada oito vezes a melhor jogadora de hockey do mundo. A Seleção Masculina não chegou a conquistar títulos dessa magnitude, porém sempre está situada entre as 10 melhores seleções de hóquei sobre a grama do mundo.

## Hóquei em patins
O hóquei em patins é um esporte jogado principalmente na região do Cuyo. A Seleção Nacional Masculina conquistou 5 títulos mundiais enquanto a Seleção Feminina também conquistou 5 títulos mundiais. Em San Juan as competições atingem um nível internacional, clubes como Olímpia ou UVT já ganharam títulos fora do país.

## Boxe

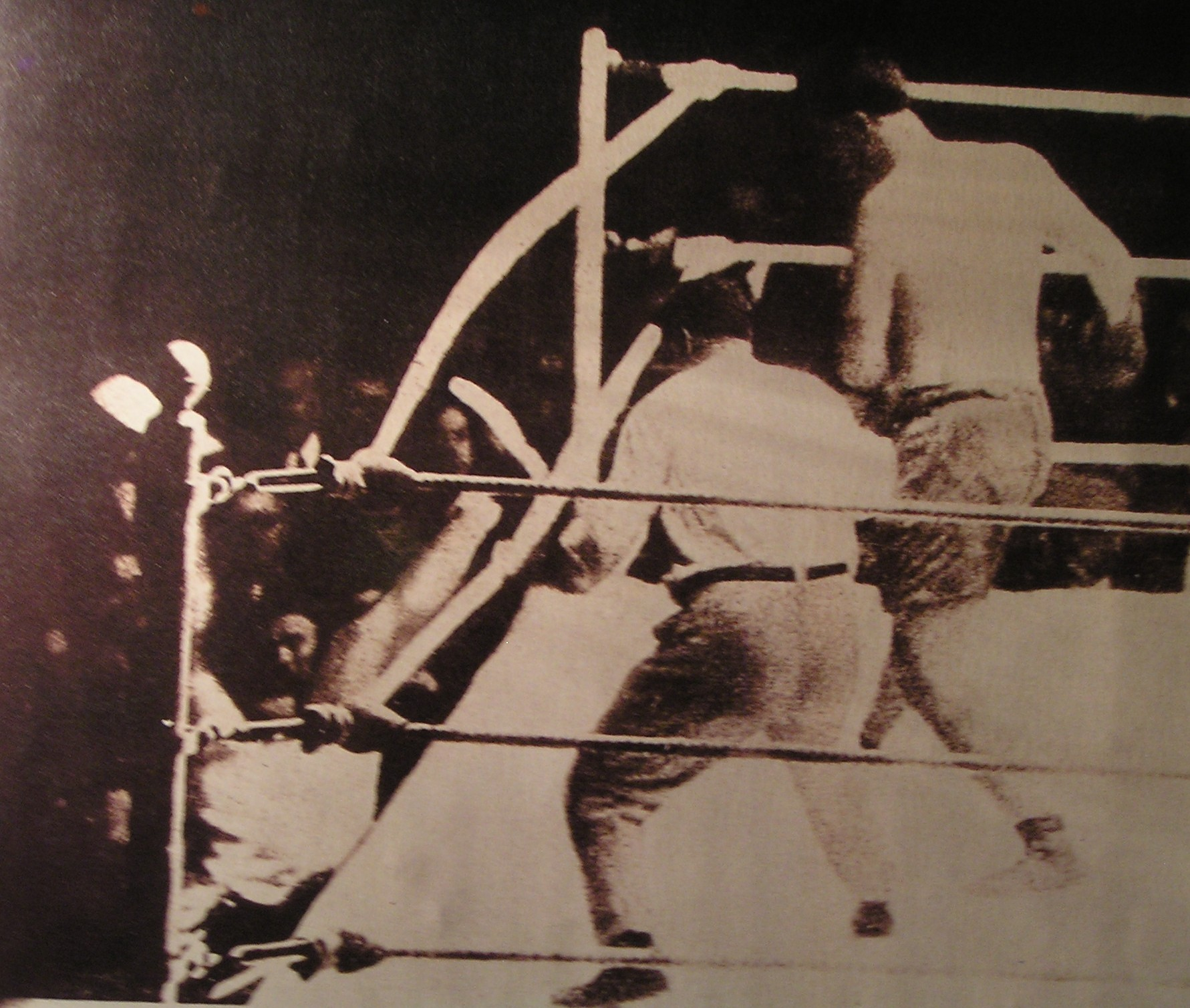
O boxeador argentino Luis Ángel Firpo joga Jack Dempsey para fora do ringue em combate ocorrido a 14 de setembro de 1923.

Pascual Pérez foi o primeiro argentino campeão mundial de boxe. Há muitos outros boxeadores argentinos tradicionais como Carlos Monzón, Santos Laciar, Juan Martín Coggi, Nicolino Locche, Victor Galíndez, Jorge Castro, Marcos René Maidana e Sergio 'Maravilla' Martínez os quais conseguiram ser campeões em suas respectivas categorias. Marcela Acuña é campeã mundial de boxe feminino e ainda é uma das mais populares lutadoras da última década. Outros boxeadores como Oscar Bonavena, Juan Roldan e Luis Firpo, não chegaram a ser campeões mundiais, porém também foram bem populares e suas respectivas épocas. Na América do Sul, a Argentina é o país que possui o maior número de títulos mundiais nas mais diversas categorias. O Boxe também é o esporte olímpico argentino mais vitorioso, apesar de ter sofrido uma grande queda de qualidade nas últimas duas décadas.

## Vôlei
Provavelmente o terceiro esporte mais popular na Argentina, com uma importante liga nacional e jogadores de nível internacional como Waldo Kantor, Marcos Milinkovic, Hugo Conte, Javier Weber, Daniel Castellani, Jon Uriarte, Raúl Quiroga, etc. A melhor colocação nos Jogos Olímpicos foi uma medalha de bronze em 1988 nas Olimpíadas de Seul (ante o selecionado brasileiro na ocasião) e o quarto lugar nas Olimpíadas de Sydney em 2000. Frequentemente, a Argentina é tida entre as 10 principais seleções de vôlei do mundo, muito embora esta posição seja bem oscilante.
A seleção argentina de voleibol também ganhou a medalha de bronze no Campeonato Mundial de Voleibol Masculino em 1982.

## Automobilismo
O automobilismo é um esporte seguido por muitas pessoas na Argentina, desde o Rali até a Fórmula 1.
Na Fórmula 1 participaram (até agora) 25 pilotos argentinos, incluindo o pentacampeão mundial Juan Manuel Fangio, que carregou o título de piloto mais vitorioso durante anos, só sendo ultrapassado recentemente pelo alemão Michael Schumacher. Fangio ganhou o seus cinco titulos com quatro marcas diferentes: Alfa Romeo (1951), Mercedes Benz (1954-1955), Ferrari (1956) y Maserati (1957). Também, possui a maior efectividad da historia da Fórmula 1, vencendo em 24 corridas de 51 disputadas.
Outro piloto argentino, Carlos Reutemann, foi famoso nas pistas entre os anos 1972 e 1982, vencendo em 14 carreras e ficando subcampeão no 1981.
Enquanto, José Froilán González, foi o primeiro vencedor de um Grande Premio da Fórmula 1 na historia de Ferrari, apos de triunfar no Grande Prémio do Reino Unido de 1951.
No século XXI, José María López sagrou-se tres veces campeão mundial do Campeonato Mundial de Carros de Turismo e atualmente participa no Campeonato Mundial de Endurance da FIA.
Enquanto, no automobilismo local, destacaram pilotos como Oscar Alfredo Gálvez, Juan Gálvez, Dante Emiliozzi, Carlos Reutemann, Héctor Luis Gradassi, Roberto Mouras, Oscar Castellano, Juan María Traverso, Guillermo Ortelli, Matias Rossi e Agustín Canapino.
Competições argentinas incluem a TC 2000, o Turismo Carretera e o Rali da Argentina do Campeonato Mundial de Rali. Também, a Argentina organizou o Rali Dakar entre 2009 até 2018.
O principal autodromo é o Autódromo Juan y Oscar Gálvez, onde sediou o Grande Prêmio da Argentina da Formula 1, o Grande Premio de Argentina del Campeonato Mundial de Motovelocidade, e os 1000 Quilômetros de Buenos Aires do Campeonato Mundial de Endurance. Outros autodromos conhecidos por receber competições internacionais são: Circuito de Potrero de los Funes, o Autodromo El Villucum e o Autódromo Termas de Río Hondo.

## Golfe
Quanto ao golfe, golfistas argentinos como José Cóceres, Roberto De Vicenzo, Antonio Cerdá, Eduardo Romero, Ángel Cabrera e Ricardo González, estão entre os melhores da América Latina, tornando a Argentina o país da América do Sul com mais tradição golfista. Roberto De Vicenzo e Antonio Cerdá ganharam a Copa do Mundo de Golfe em 1953. Recentemente, Ángel Cabrera, surpreendeu a todos conquistando o U.S. Open de 2007 e o Masters de Golfe de 2009.

## Polo

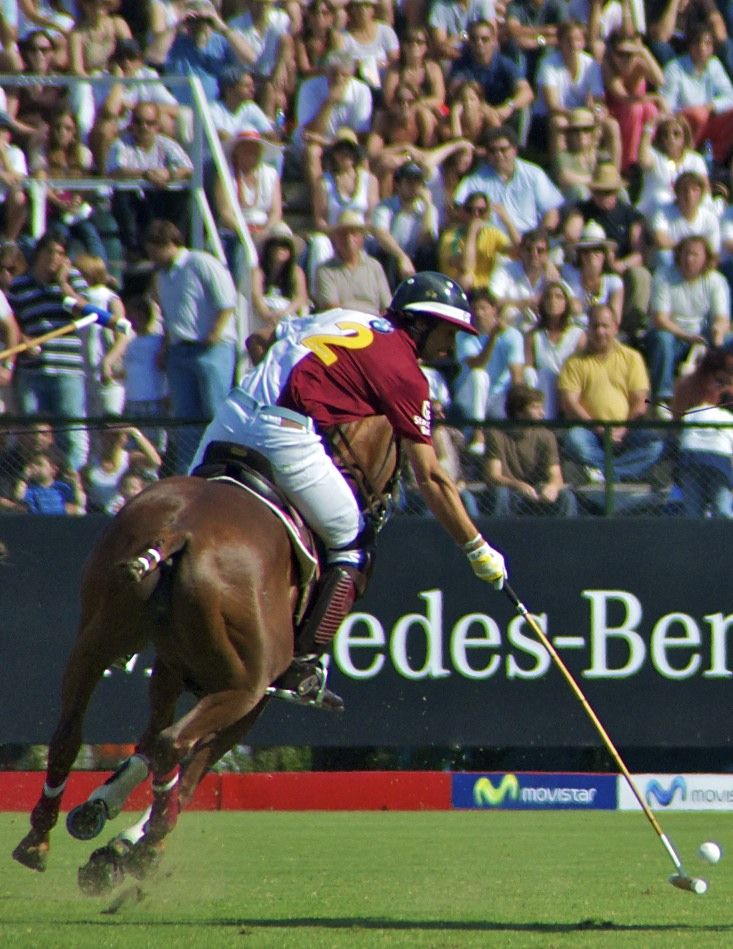
Campeonato Argentino Abierto de Polo

Na Argentina, são disputados três dos mais importantes torneios de polo do mundo. O "Campeonato Argentino Abierto de Polo", o "Abierto de Hurlingham", e o "Abierto de Tortugas". Antigamente quando esse esporte era olímpico, a Argentina conquistou a medalha de ouro em duas ocasiões (1924,1936). Desde 1949 a Argentina vem sendo campeão mundial ininterruptamente.

## Críquete
O críquete vem sendo praticado na Argentina desde 1806, porém a primeira partida da seleção nacional foi somente em 1868 contra o Uruguai. O esporte ganhou certa popularidade devido a participação da seleção nacional na Liga Mundial de Críquete.

## Pelota basca
Na pelota basca a Argentina venceu 15 edições de copas do mundo, vencendo duas vezes no quadro geral de medalhas nos anos de  (1962 e 1974). Na Argentina existe um jogo que é uma variante da pelota basca conhecido como Pelota Paleta, nesse jogo é usando uma pá de madeira chamado paleta, substituindo o bastão oficial usado no jogo de Pelota Basca.
O jogo desfruta de grande popularidade em todo o país, sendo impulsionado principalmente pela grande comunidade basca que nele vive. O jogo foi disputado nas olimpíadas de Barcelona de 92. Atualmente, a pelota basca é organizada e regulamentada pela Federación Argentina de Pelota. No Brasil o jogo chegou a ter muitos adeptos. No entanto com a proibição em 1941 do jogo de azar. A pelota Basca foi considerada ilegal. Pois o uso de apostas nesse tipo de jogo era bastante comum.

## Jogos Olímpicos
A primeira participação da Argentina nos Jogos Olímpicos foi nas Olimpíadas da França em 1900 com somente um participante. De 1924 até 1952 a Argentina teve boas participações, sempre se situando entre os 20 melhores países. De 1956 até 2000 a Argentina não conquistou nenhuma medalha de ouro, situação que foi revertida em 2004 nos Jogos Olímpicos de Atenas quando conquistou os importantíssimos torneios de basquete e futebol masculinos. Nos Jogos Olímpicos de Pequim a Argentina repetiu o feito e ganhou duas medalhas de ouro, uma no ciclismo e outra novamente no futebol masculino.